# Équipements
Pour les articles homonymes, voir Équipement.

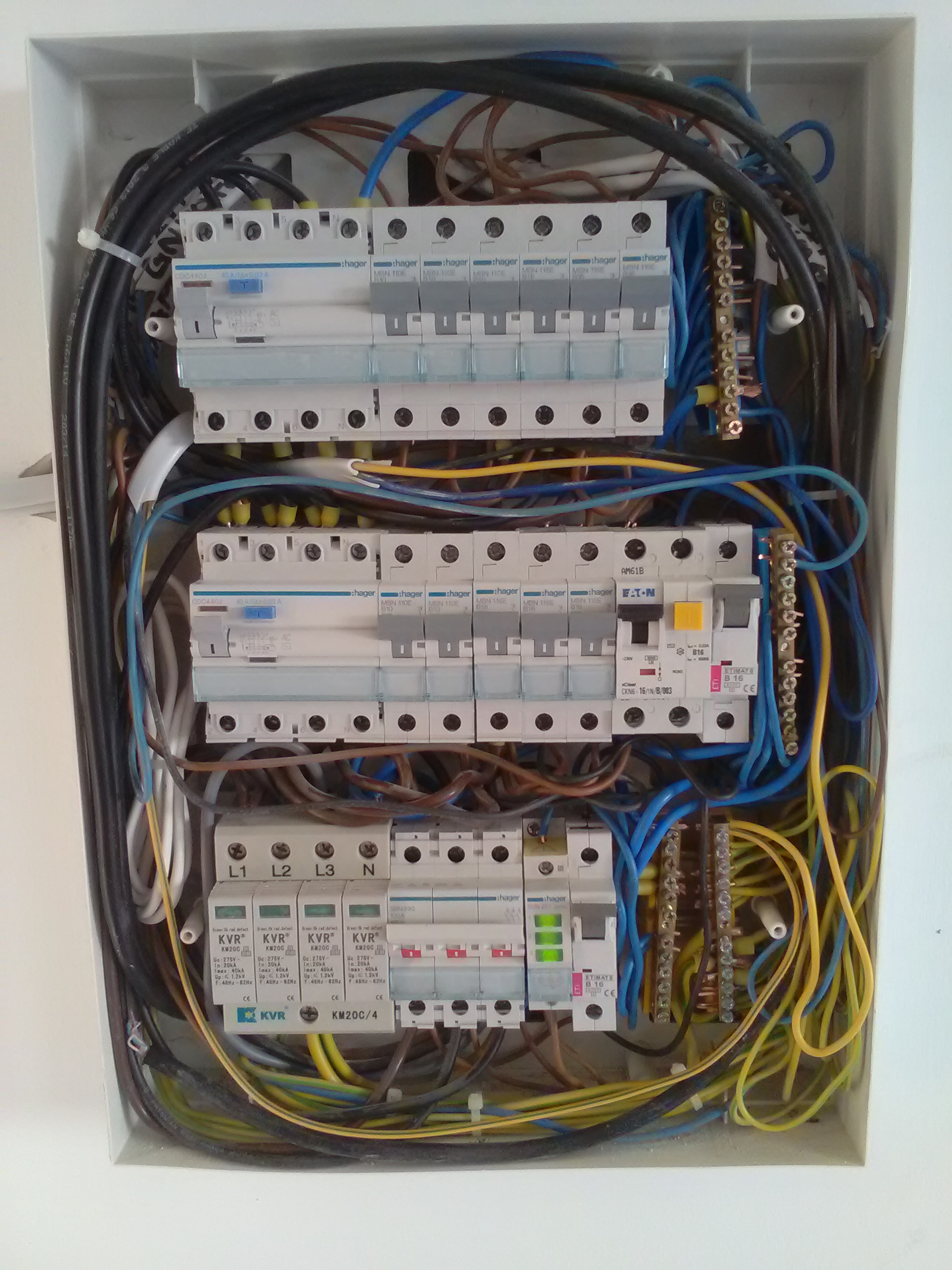
Éléments d'équipement électrique.

Les équipements désignent, dans le vocabulaire du bâtiment, l'ensemble des installations techniques d'un bâtiment dont le fonctionnement apporte le confort. Les équipements font partie du second œuvre. Ils sont installés par les lots dit « techniques » qui concerne plusieurs métiers du bâtiment comme chauffagiste, électricien ou encore ascensoriste.

## Définition
Le monde du bâtiment a un vocabulaire propre, visant à décrire les techniques de construction à chaque métier. Le Dicobat comprend plus de 17 000 définitions différentes, tandis que le dictionnaire du BTP des éditions Eyrolles en comprend plus de 10 000. Les équipements, désignent, dans le vocabulaire du bâtiment, l'ensemble des installations techniques du bâtiment, qui assurent le confort ou le fonctionnement d'un bâtiment. Les équipements font partie du second œuvre et constituent les lots techniques.

## Éléments d'ouvrage

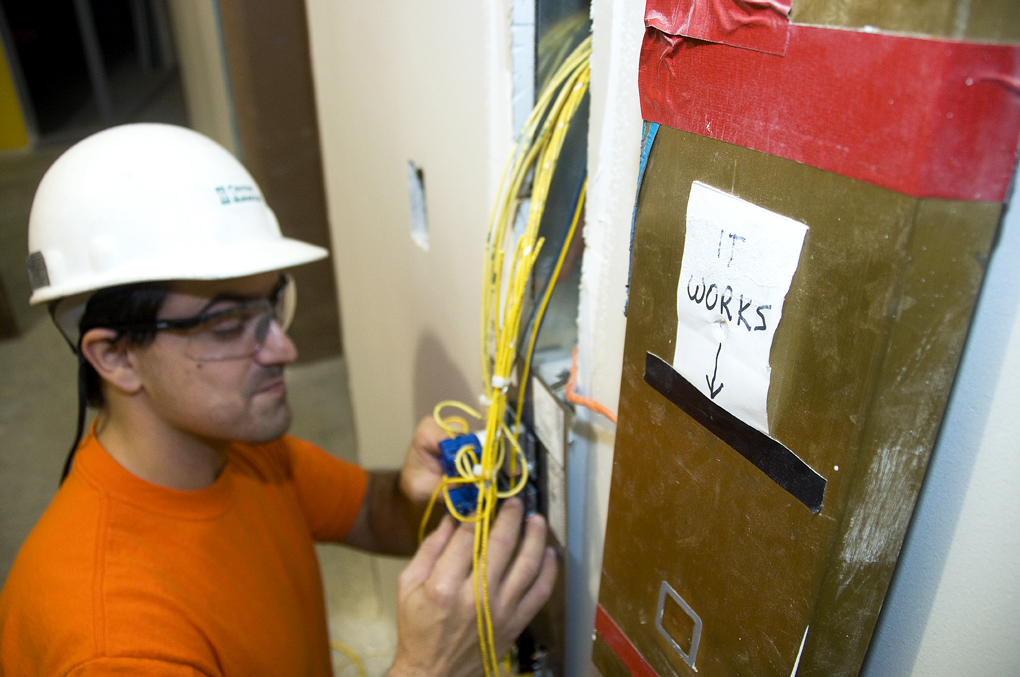
Installation du boîtier de commande d'un l'ascenseur aux États-Unis.

Les éléments d'ouvrage faisant partie des équipements sont :
- les installations électriques ;
- les installations de chauffage ;
- les installations de ventilation ;
- les installations sanitaires : plomberie ;
- les ascenseurs ;
- la domotique ;
- les installations de sécurité incendie.

## Garanties en France

### Garantie de bon fonctionnement
La garantie de bon fonctionnement ou garantie biennale est, en droit de la construction français, une garantie légale à laquelle l'entrepreneur est tenu pendant un délai de deux ans à compter de la réception de l'ouvrage. Pendant ce délai, le maître d'ouvrage peut demander aux entreprises la réparation ou le remplacement des éléments d'équipement qui ne fonctionnent pas correctement. 
Cette garantie ne s'applique qu'aux équipements dissociables du bâti, c'est-à-dire qui peuvent être retirés du bâtiment sans dégrader les ouvrages de viabilité, de fondation, d'ossature et de clos et couvert,. Les équipements indissociables du bâti sont couverts par la garantie décennale.

### Garantie décennale
La garantie décennale est, en droit de la construction français, une garantie légale à laquelle l'entrepreneur est tenu pendant un délai de dix ans à compter de la réception de l'ouvrage. Cette garantie s'applique sur les équipements si le caractère décennal du désordre est avéré, le plus souvent selon le critère de l'impropriété à destination. La garantie décennale s'applique aux équipements dissociables et indissociable du bâti. 

La jurisprudence a évolué en faveur du maître d'ouvrage pour la question des équipements techniques. Par exemple, en 2017, il a été jugé que : 
« les désordres affectant des éléments d’équipement, dissociables ou non, d’origine ou installés sur existant, relèvent de la responsabilité décennale lorsqu’ils rendent l’ouvrage dans son ensemble impropre à sa destination. »
— C. cass., 3ee ch. civ., 15 juin 2017, 16-19.640, publié, BICC n°872 du 1er décembre 2017
Cette décision a été confirmée par plusieurs autres décisions juridiques. Elle a pour conséquence d'intégrer les travaux de rénovation, même ponctuels, dans le cadre de la garantie décennale. Par exemple, le remplacement d'un insert dans une maison ancienne, s'il rend impropre l'utilisation de la maison dans son ensemble, entre dans le cadre de la garantie décennale. Cette décision a une implication importante sur les assurances que doivent souscrire les professionnels.